# Jabuka (Pljevlja)
Pour les articles homonymes, voir Jabuka.
Jabuka (en serbe cyrillique : Јабука) est un village du nord du Monténégro, dans la municipalité de Pljevlja.

## Démographie

### Évolution historique de la population
| 1948 | 1953 | 1961 | 1971 | 1981 | 1991 | 2003 |
| ---- | ---- | ---- | ---- | ---- | ---- | ---- |
| 81   | 90   | 105  | 80   | 77   | 51   | 26   |